# لوران استوکر
لوران استوکر (فرانسوی: Laurent Stocker‎؛ زادهٔ ۲۷ مهٔ ۱۹۷۳) بازیگر تئاتر و سینمای اهل کشور فرانسه است.
از فیلم‌هایی که وی در آن نقش داشته است، می‌توان به  کاپریس، هنر عشق، شکار و گردآوری و بای بای کله‌پوک‌ها اشاره کرد.

## جوایز و افتخارات
- نامزد جایزه سزار به خاطر بازی در فیلم Hunting and Gathering- سال ۲۰۰۸